# Rue Pastourelle

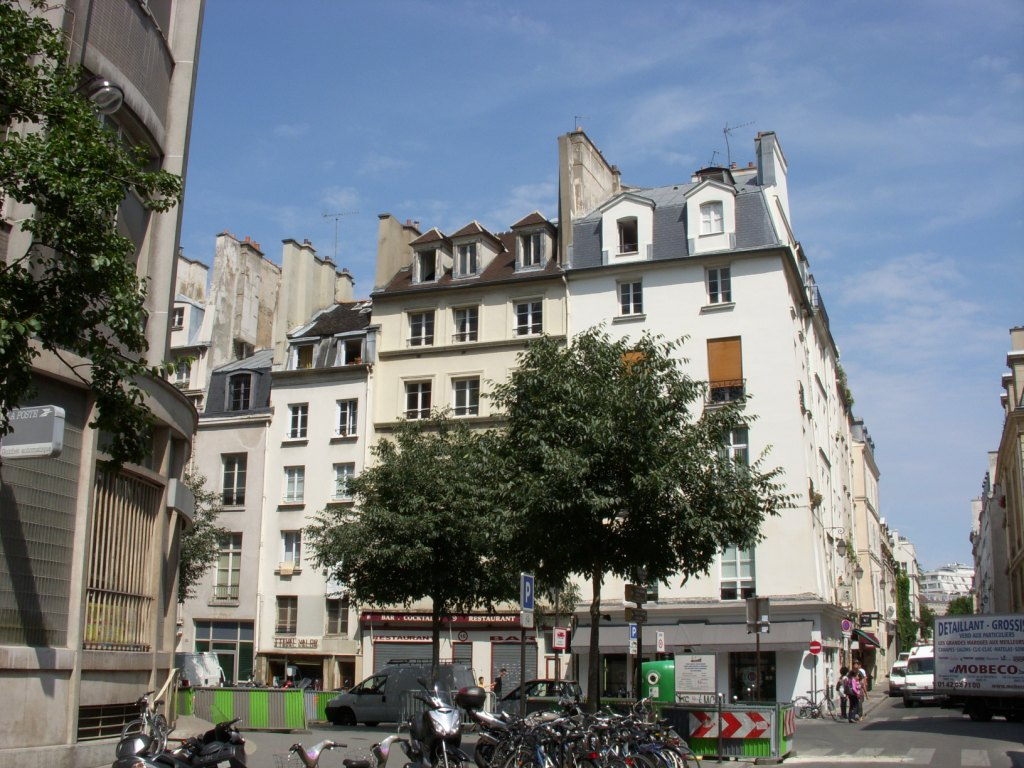
Rue Pastourelle em Paris

Rue Pastourelle é uma rua no 3.º arrondissement de Paris.

## Localização e acesso
As estações do Metropolitano de Paris mais próximas são Arts et Métiers e Saint-Sébastien - Froissart.
Começa na Rue Charlot e termina no Boulevard du Temple.

## Origem do nome
É denominada em memória de Roger Pastourelle, que morou no local em 1378 quando foi membro do parlamento francês.

## Histórico
Esta rua é o encontro, desde 1877, de duas ruas localizadas em ambos os lados da Rue des Archives:
- a "Rue Groignet" aberta em 1296 no loteamento da Ville-Neuve du Temple criada pela Ordem dos Templários entre a Rue du Temple e a Rue de la Porte Chaume, agora rue des Archives, e
- a "Rue d'Anjou" ou "Rue d'Anjou au Marais" aberta em 1626 em sua continuação.

Ela é mencionada sob os nomes de "rue d'Anjou" e "rue Pastourelle" em um manuscrito de 1636, cujo relatório de visita indica: "temos visto um monte de lama e sujeira".